# Cirkeludsnit
Et cirkeludsnit, også kaldet en sektor, er det stykke af en cirkel som afgrænses af cirklens periferi og en centervinkel dannet af to radier.

Centervinklen θ (målt i radianer) svarer til størrelsen af den cirkelbue langs periferien som cirkeludsnittet spænder over. Hvis cirklens radius er r, kan man beregne cirkeludsnittets areal A således:

{\displaystyle A={\frac {r^{2}\cdot \theta }{2}}}
Hvis θ måles i grader, er formlen:
{\displaystyle A=\pi r^{2}\cdot {\frac {\theta }{360}}}